# Josef Wiesheier
Josef Wiesheier (* 16. August 1907 in Gaiganz, Bezirksamt Forchheim; † 21. Mai 1933 ebenda) war ein fränkischer Landarbeiter.
Wiesheier war Anhänger der NSDAP und einziges Mitglied der SA in seinem Heimatort. Nach dem Besuch einer Gaststätte besuchte er vermutlich alkoholisiert ein junges Mädchen im nahegelegenen Mittelehrenbach. Deren vermutlich eifersüchtiger Freund Lorenz Schriefer geriet auf Grund dessen in Rage und erdrosselte Wiesheier im Affekt. Anschließend warf er den Leichnam in den Dorfweiher von Gaiganz.
Am 22. Mai 1933 wurde in Gaiganz der Ausnahmezustand verhängt und insgesamt 19 Männer verhaftet. Diese wurden anschließend zu Fuß in das 10 km entfernte Forchheim abgeführt. In einem Flugblatt, das in Forchheim bereits verteilt wurde, wurde von den Nationalsozialisten ein politischer Hintergrund konstruiert. Demzufolge war Wiesheier Opfer eines Überfalls von politischen Gegnern, die den SA-Mann bewusstlos geschlagen hätten, um ihn dann anschließend im Dorfweiher zu ertränken. Entsprechend aufgeheizt war die Stimmung vor dem Amtsgericht, vor der sich viele Menschen eingefunden hatten um die „Mörderbande“ zu empfangen. Zunächst erfolgte am 23. Mai die Verlegung der 19 schutzinhaftierten Männern in das Landgericht Bamberg. Der damals zuständige Sonderkommissar, 2. Bürgermeister von Gräfenberg und SA-Sturmbannführer Hans Rammensee, stellte sogleich den Antrag, die Verhafteten nach Dachau zu verbringen.
Am 26. Mai 1933 fand die Beerdigung Wiesheiers statt. Zur Beerdigung waren ca. 8.000–10.000 Teilnehmer gekommen, davon ca. 4.000 sogenannte Braunhemden aus den umliegenden Gemeinden und Städten. Ebenfalls zur Beerdigung erschienen war der langjährige SA-Führer Ernst Röhm in Begleitung des SA-Obergruppenführers Hanns Günther von Obernitz. Zu diesem Zeitpunkt war Wiesheier längst zum Blutzeugen der nationalsozialistischen Bewegung erklärt. Einige Menschen vor Ort hatten zunächst ihre Zweifel an dem politischen Mord geäußert, wurden aber entweder nicht ernst genommen oder zum Teil unter Drohung von Repressalien zum Schweigen gebracht. So wurde der Gemeinde- und Bezirksrat der Bayerischen Volkspartei (BVP), Konrad Körber, nach der sogenannten Heimtückeverordnung vom 21. März 1933 wegen „gemeinschädlicher Verleumdung“ in Schutzhaft genommen, nachdem er in einem Brief an die Kreisgeschäftsführung geschrieben hatte, dass „im Falle Gaiganz [...] es sich nicht um einen politischen Mord gehandelt [hat], und die ... NSDAP habe den Fall bewußt zu einer politischen Angelegenheit gemacht, obwohl sie vom Gegenteil gewusst haben.“ Für dieses Schreiben musste Körber 14 Tage in Schutzhaft, eine Entlassung erfolgte erst am 26. Juni 1933.
Am 26. und 27. Juli 1933 fand der Prozess gegen den angeklagten Lorenz Schriefer am Schwurgericht Bamberg statt. Das Ergebnis der Verhandlung war die Verurteilung zum Tod wegen Mordes. Die Vollstreckung des Todesurteils erfolgte am 9. September 1933 in Ebrach. Schriefer wurde mit dem Fallbeil getötet.
Am 13. Mai 1934 wurde ein Gedenkstein für Josef Wiesheier in Gaiganz enthüllt, während 1937 in Bayreuth eine Straße nach ihm benannt wurde.